# T. J. Leaf
Ty Jacob "T. J." Leaf (Tel Aviv, 30 de abril de 1997) é um basquetebolista profissional israelense-americano que atualmente joga em um contrato de duas vias (2-way) pelo Portland Trail Blazers da National Basketball Association (NBA).
Ele jogou na Universidade da Califórnia em Los Angeles e foi selecionado pelo Indiana Pacers na 18ª posição no Draft da NBA de 2017.

## Primeiros anos
Leaf nasceu em Tel Aviv, filho de Karen e Brad Leaf. Seu pai estava jogando basquete profissional em Israel na época, onde passou 17 anos.
Leaf viveu seus primeiros dois anos e meio em Tel Aviv antes de crescer em Lakeside, Califórnia. Apesar de possuir a altura de um Ala-pivô - ele tinha 1,91 m no ginásio - Leaf jogou no perímetro para desenvolver suas habilidades. Seu pai queria que ele fosse versátil como os grandes jogadores com quem ele competira como profissional na Europa.
Leaf frequentou a escola cristã Foothills Christian em El Cajon, Califórnia, onde foi treinado por seu pai. Em seu terceiro ano, Leaf teve uma média de 27,4 pontos, 14,2 rebotes, 4,8 assistências, 1,8 roubadas de bola e 2,7 bloqueios, levando a escola ao título da Divisão II da Seção de San Diego. A Cal-Hi Sports o nomeou seu Jogador Estatal da Divisão II do Ano.
Em seu último ano, Leaf levou a equipe ao 3º lugar com média de 28,4 pontos, 12,4 rebotes e 5,1 assistências. Ele marcou 44 pontos em uma derrota para Chino Hills, liderado por Lonzo Ball.
Leaf terminou sua carreira no ensino médio em segundo lugar na seção de San Diego em pontos (3.022) e rebotes (1.476). Ele ficou atrás apenas de seu irmão, Troy, em pontos (3.318) e Angelo Chol em rebotes (1.732).

## Carreira na faculdade
Em novembro de 2015, Leaf assinou com a UCLA rejeitando as propostas da Universidade do Estado do Oregon e da Universidade de San Diego. A turma de recrutamento dos Bruins também incluiu Lonzo Ball, que, juntamente com Leaf, liderou uma reviravolta na UCLA em 2016–17, depois que os Bruins terminaram com um recorde de apenas 15–17 no ano anterior.
Em 5 de dezembro de 2016, Leaf foi nomeado Jogador da Semana da Pac-12 após sua atuação contra Kentucky, onde registrou 17 pontos, 13 rebotes e 5 assistências. Em 1 de fevereiro de 2017, Leaf registrou 32 pontos e 14 rebotes em uma vitória de 95-79 sobre Washington State. Ele perdeu o final da temporada regular com uma torção no tornozelo esquerdo que ele sofreu no jogo anterior contra Washington.
Ele terminou a temporada com médias de 16,3 pontos e 8,2 rebotes. Em 30 de março, Leaf anunciou que deixaria a UCLA para se declarar para o Draft da NBA de 2017.

## Carreira profissional

### Indiana Pacers (2017 – Presente)
Leaf foi selecionado pelo Indiana Pacers na primeira rodada do Draft da NBA de 2017 com a 18ª escolha geral.
Leaf começou a temporada de 2017-18 como uma figura importante na rotação dos Pacers com média de 16,2 minutos. No entanto, ele foi mal na defesa e seu tempo de jogo caiu quando o técnico Nate McMillan aumentou o número de jogadores na rotação.
Em dezembro de 2017, Leaf foi designado para o Fort Wayne Mad Ants da G-League e teve média de 23,3 pontos e 8,3 rebotes em três jogos antes de retornar aos Pacers. Ele terminou com 52 jogos disputados durante a temporada regular, mas viu o tempo de jogo limitado no final, quando os Pacers se classificaram para os playoffs.
Na temporada de 2018-19, os minutos de Leaf ficaram limitados sendo reserva de Myles Turner, Domantas Sabonis, Thaddeus Young e Kyle O'Quinn. Em 28 de fevereiro de 2019, ele teve 18 pontos em 22 minutos em uma vitória de 122-115 sobre o Minnesota Timberwolves. No último jogo da temporada regular, Leaf registrou 28 pontos e 10 rebotes em uma vitória de 135-134 sobre o Atlanta Hawks.
Leaf trabalhou em seu arremesso durante a entressafra que antecedeu a temporada de 2019-20. Em 3 de novembro de 2019, ele registrou 13 pontos e 15 rebotes em uma vitória por 108-95 sobre o Chicago Bulls.

## Carreira na seleção
Depois de ser cortado pelo técnico Sean Miller da Seleção Americana Sub-19 em 2015, Leaf se juntou à Seleção Israelense Sub-18 em julho para jogar na Divisão B do EuroBasket Sub-18 de 2015 na Áustria. Embora Israel tenha perdido por 73-72 na final, Leaf foi nomeado MVP do torneio, depois de ter uma média de 16,1 pontos e 8,4 rebotes em nove jogos disputados.

## Estatísticas

### NBA

#### Temporada regular
| Ano      | Equipe   | PJ  | MPJ | AP   | 3P   | LL   | RT  | AS | BR | TO | PPJ |
| -------- | -------- | --- | --- | ---- | ---- | ---- | --- | -- | -- | -- | --- |
| 2017–18  | Indiana  | 53  | 8.7 | .471 | .429 | .625 | 1.5 | .2 | .1 | .1 | 2.9 |
| 2018–19  | Indiana  | 58  | 9.0 | .541 | .258 | .613 | 2.2 | .4 | .2 | .3 | 3.9 |
| Carreira | Carreira | 111 | 8.8 | .511 | .356 | .617 | 1.9 | .3 | .1 | .2 | 3.4 |

#### Playoffs
| Ano      | Equipe   | PJ | MPJ  | AP | 3P | LL    | RT  | AS | BR | TO | PPJ |
| -------- | -------- | -- | ---- | -- | -- | ----- | --- | -- | -- | -- | --- |
| 2018     | Indiana  | 1  | 4.0  | –  | –  | –     | .0  | .0 | .0 | .0 | .0  |
| 2019     | Indiana  | 1  | 10.0 | .0 | .0 | 1.000 | 3.0 | .0 | .0 | .0 | 2.0 |
| Carreira | Carreira | 2  | 7.0  | .0 | .0 | 1.000 | 1.5 | .0 | .0 | .0 | 1.0 |

### Universitário
| Ano     | Equipe | PJ | MPJ | AP   | 3P   | LL   | RT   | AS  | BR  | TO | PPJ | PPG  |
| ------- | ------ | -- | --- | ---- | ---- | ---- | ---- | --- | --- | -- | --- | ---- |
| 2016–17 | UCLA   | 35 | 35  | 29.9 | .617 | .466 | .679 | 8.2 | 2.4 | .6 | 1.1 | 16.3 |

Fonte: